# Peter Forsskål

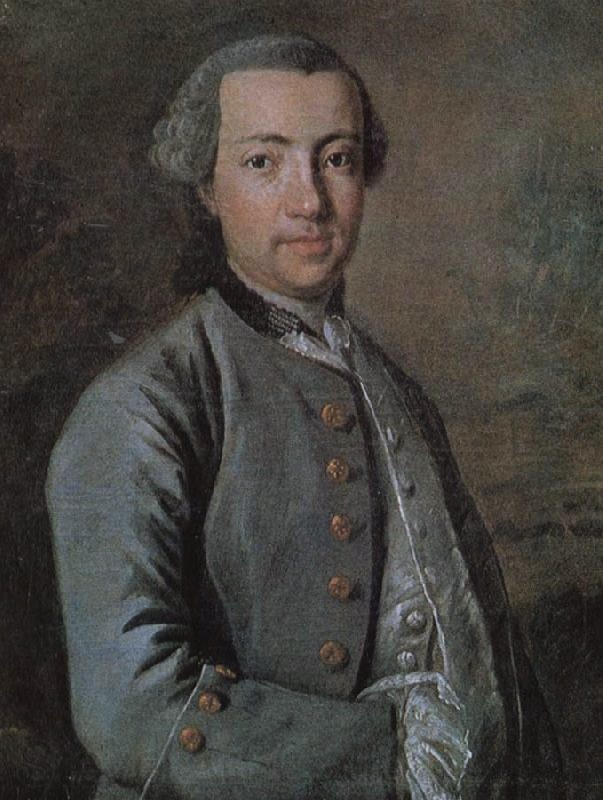
Peter Forsskål (1732–1763)

Peter Forsskål, auch Pehr Forsskål, Peter Forskaol, Petrus Forskål oder Pehr Forsskåhl, (* 11. Januar 1732 in Helsinki; † 11. Juli 1763 in Jerim im Jemen) war ein schwedisch/finnischer Naturkundler und Orientalist. Sein offizielles botanisches Autorenkürzel lautet „Forssk.“.

## Leben
Forsskål, ein Sohn des Pfarrers Johannes Forsskål (1691–1762), studierte an der Universität Uppsala/Schweden und war ein Schüler von Linné, dann in Göttingen von Johann David Michaelis. 1756 wurde er zum korrespondierenden Mitglied der Göttinger Akademie der Wissenschaften gewählt.
Ab 1761 nahm er an der vom dänischen König finanzierten Arabien-Expedition zusammen mit Carsten Niebuhr und weiteren Wissenschaftlern teil. In Ägypten und im Jemen sammelte und beschrieb er eine Vielzahl von Pflanzen und Tieren. Dort starb er 1763 an Malaria.
1767 kehrte Carsten Niebuhr als einziger Überlebender der Expedition nach Kopenhagen zurück und veröffentlichte die gesammelten Daten und Unterlagen der Expedition. Dazu gehörten Forsskåls Arbeiten, die 1775 als Descriptiones Animalium – Avium, amphiborum, insectorum, vermium quæ in itinere orientali observavit Petrus Forskål erschienen. Dort erfolgte postum die Erstbeschreibung des Italienischen Taschenkrebs.
Im selben Jahr erschien ein Verzeichnis der Pflanzen des Jemen und Unterägyptens: Flora Ægyptiaco-Arabica sive descriptiones plantarum quas per Ægyptum Inferiorem et Arabiam felicem detexit, illustravit Petrus Forskål.

## Ehrungen
Die Pflanzengattung Forsskaolea L. aus der Familie der Brennnesselgewächse (Urticaceae) ist nach ihm benannt worden, sowie die Art Sansevieria forskaliana (Schult.f.) Hepper & J.R.I.Wood.
Am 26. September 1979 brachte die Finnische Post zum Thema Bekämpfung der Tuberkulose – Wissenschaftler des 18. Jahrhunderts einen aus drei Briefmarken bestehenden Sondermarkensatz heraus, darunter ein Porträt von Forsskål (Michel-Nr. 846).

## Schriften (Auswahl)
- Tankar om borgerliga friheten. Lars Salvius, Stockholm 1759 (online).
  - Gabriele Schrey-Vasara (Übers.): Gedanken über die Bürgerfreiheit. In: Jahrbuch für finnisch-deutsche Literaturbeziehungen. Band 38, 2006, S. 35–39 (online).
- Carsten Niebuhr (Hrsg.): Flora ægyptiaco-arabica. Sive Descriptiones plantarum, quas per Egyptum inferiorem et Arabiam felicem detexit, illustravit Petrus Forskål […] Post mortem auctoris edidit Carsten Niebuhr. Accedit tabula Arabiae felicis geographico-botanica. Ex officina Mölleri, 1775, S. 219 (Digitalisat in der Google-Buchsuche).
- Carsten Niebuhr (Hrsg.): Icones rerum naturalium. Ex officina Mölleri, 1776 (Digitalisat in der Google-Buchsuche).
- Carsten Niebuhr (Hrsg.): Descriptiones animalium: avium, amphibiorum, piscium, insectorum, vermium. Ex officina Mölleri, 1776, S. 183 (Digitalisat in der Google-Buchsuche).
- Resa till lycklige Arabien: Petrus Forsskåls dagbok 1761–1763. Svenska Linné-Sällskapet, Uppsala 1950.